# Tsugaru Maru
Tsugaru Maru (Tsugaru Maru) era uma balsa de passageiros e carros operada na rota Seikan (Seikan Ferry) da Ferrovia Nacional Japonesa (JNR). Foi o primeiro navio (navio líder) do tipo Tsugaru Maru para balsas de passageiros e carris. Este nome é o segundo a ser usado como uma balsa Seikan .
A embarcação marcou a estreia do serviço automatizado de balsas na rota, sendo concebida para substituir as embarcações de qualidade inferior construídas no período tumultuado da guerra e do pós-guerra. Seu objetivo principal era ampliar a capacidade de transporte da rota Seikan, reduzindo o tempo de travessia entre Aomori e Hakodate de 4 horas e 30 minutos para 3 horas e 50 minutos.

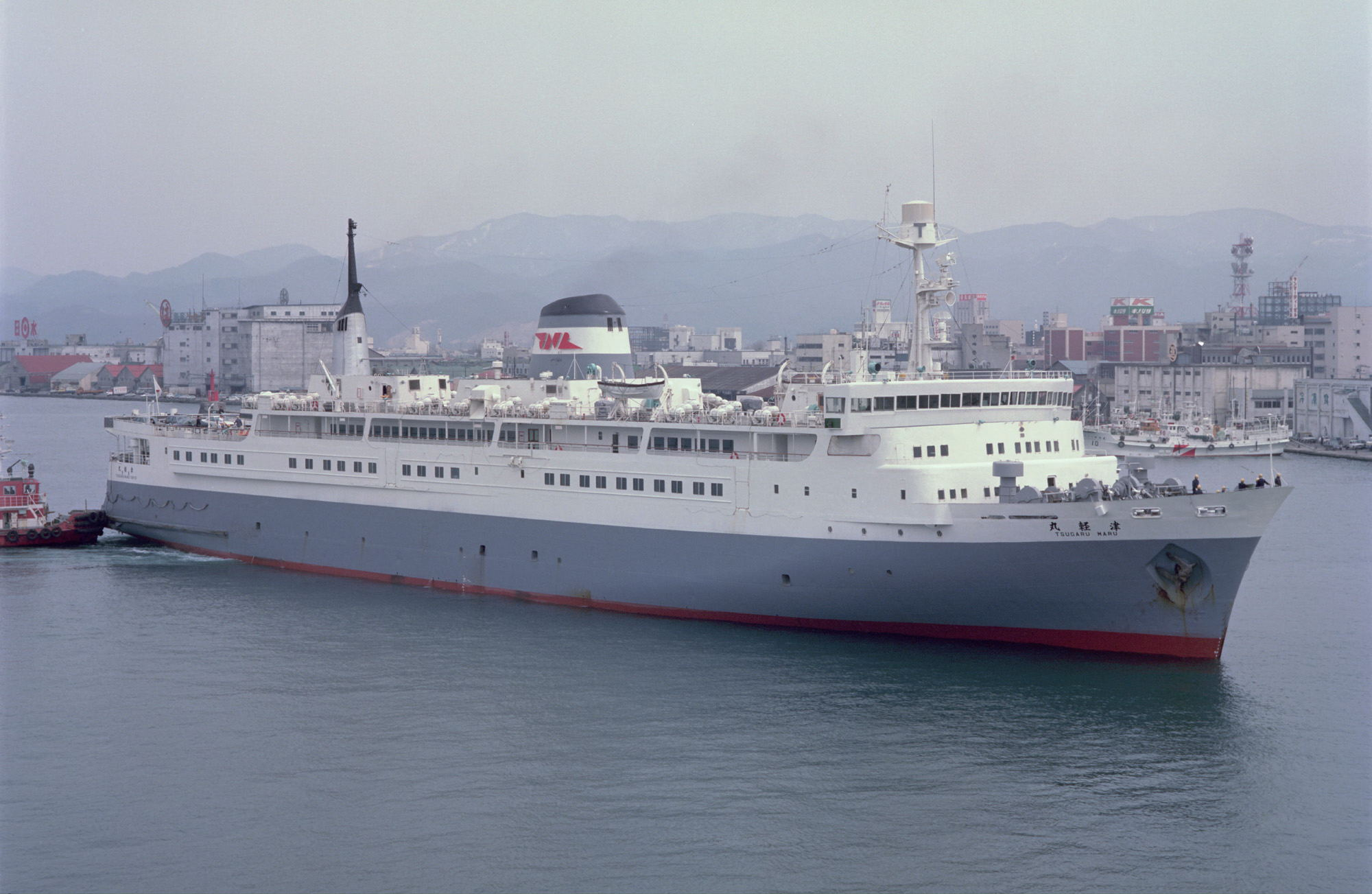
O Tsugaru Maru é visto entrando no porto pelo Píer nº 2 de Aomori. Ele desacelera pela popa a estibordo, e o vapor auxiliar empurra sua popa a estibordo. Em seguida, o propulsor de proa aplica propulsão à direita, permitindo que o navio gire no local, depois à ré e atraque no Píer nº 1 à direita. Há apenas uma pequena defensa a estibordo na popa. O guindaste de lança a estibordo, à ré do convés de navegação, foi instalado em abril de 1975, quando um barco de apoio foi adicionado. (Voo 154, 30 de abril de 1976) A foto do Tsugaru Maru no início deste artigo foi tirada em 3 de agosto de 1980, e a cor da chaminé mudou